# دملج
الدُمْلُج هو شريط من المعدن، عادة ما يكون معدناً ثميناً، يرتدى كمجوهرات أو كزينة حول العضلة ذات الرأسين في الجزء العلوي من الذراع. يشبه السوار أو البنجرة، على الرغم من أنه يجب أن يُشكَّل ويُحجَّم ليناسب الجزء العلوي من الذراع بشكل مريح.